# Kröhnkite
La kröhnkite ou kroehnkite est une espèce minérale, le sulfate naturel double de cuivre et de sodium monohydraté, de formule chimique Na2Cu(SO4)2. 2 H2O. Ce minéral sulfate de maille monoclinique, rare, mais parfois typique des gîtes cuprifères et parfois des roches évaporites qui en proviennent ou restent à proximité, apparaît sous forme de cristaux prismatiques, facilement clivables s'ils sont centimétriques, ou octaédriques fragiles. Très pur, il est bleu pâle ou bleu ciel légèrement soutenu. Il apparaît aussi en agrégat granulaire, en amas ou en formations massives fibreuses, en incrustations ou encroûtements qui, exposés à l'air, se dessèchent en prenant une teinte blanc verdâtre ou vert jaunâtre.

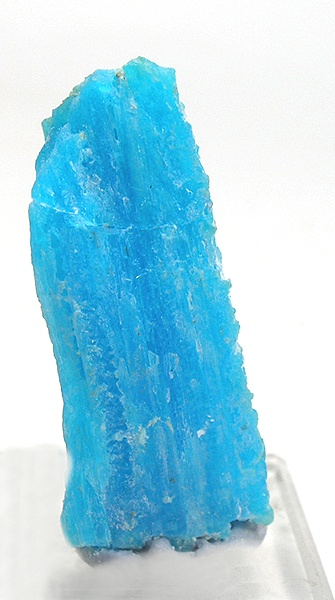
Cristaux lamellaires fibreux

## Géotype et dénomination
Avant d'être répertorié en minéralogie par Ignacy Domeyko, peut-être dès 1876, le minéral a été analysé par le chimiste Berthold Kröhnke, ancien consul allemand au Chili, en 1875 à partir d'échantillons du gisement de la mine chilienne de cuivre de Chuquicamata, à Calama, province d'Antofagásta. Berthold confia des échantillons en 1876 à son ami Ignacy Domeyko, minéralogiste et géologue polonais, lituanien d'origine russe-blanc qui avait étudié en France, mais qui était alors un résident au Chili. Ce dernier publie les résultats de cette recherche dans la troisième édition en 1879 de son traité de minéralogie, qui contient également une présentation de nombre de minéraux sud-américains. Le premier nom choisi était Krönkit ou Kronnkit en allemand, Kronnkita en espagnol, Kronnkite en anglais.
Ludwig Darapsky met en forme définitive la dénomination allemande kröhnkit à la fin des années 1880.

## Caractéristiques
Ce minéral, transparent à translucide, a une densité comprise entre 2,06 et 2,9. Sa dureté varie de 2,5 à 3 sur l'échelle de Mohs. Son clivage est parfait sur (001), bon sur (011). La macle est commune sur (101). Sa cassure fragile est conchoïdale, avec un éclat vitreux à gras. Son trait est blanc et sa poussière parfois incolore.
Chauffé en milieu fermé, il décrépite (en) puis fond facilement en une masse verte. Il colore la flamme en jaune verdâtre ou vert jaunâtre, jaune par effet des ions sodium, vert par effet des ions cuivre II.
Il est facilement soluble dans l'eau, et s'y décompose en sulfate de sodium soluble et en sulfate de cuivre également soluble. La solution est acide.
Ainsi, le minéral s'altère facilement à l'air humide. Les solutions de sulfate de sodium, soumises à évaporation, précipitent lentement sous forme de mirabilite.

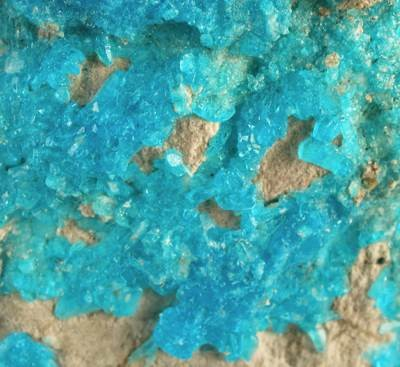
Incrustations de Kröhnkite (très similaires à celle de la chalcantite), Mine de Chuquicamata, Collection Marion Stuart

La kröhnkite présente quelques similitudes marquées, au niveau morphologique et chimique, avec la chalcantite.

## Cristallochimie et cristallographie
La formule type M2M'(TO4)2(H2O)2, est typique des milieux d'altération hydrothermaux. T = S, As... 
Ce sulfate sans autres anions étrangers, soluble dans l'eau fait partie du groupe de la rosélite.
Dans la classification de Dana, il était référencé en 29.03.02.01.
La structure cristalline consiste en tétraèdres SO4 et octaèdres CuO4(H2O) liés entre eux par les côtés, formant des chaînes alignées sur la parallèle au plan [001]. Ces chaînes sont associées entre elles par des polyèdres d'ions  Na+ et des ponts formés de liaisons hydrogène des molécules d'eau externes aux chaînes.

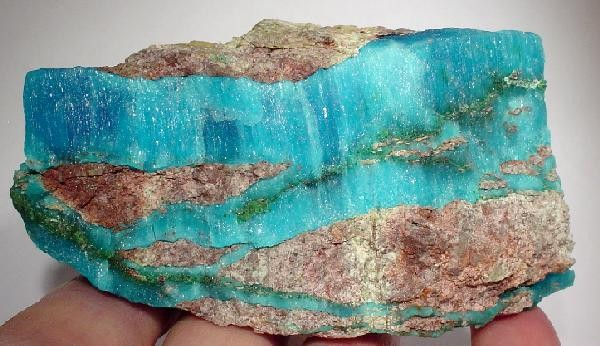
Association rare de Kröhnkite en lamelles fibreuses bleues et de natrochalcite en filament vert émeraude, Mine de Chuquicamata

## Formation
Il s'agit d'un minéral secondaire, pouvant former très rarement une roche évaporite. Il se forme au voisinage des gîtes cuprifères en milieu aride, par exemple au Chili dans la région désertique d'Atacama, très abondant à Chuquicamata, voire aux mines voisines de Quetana et San Salvador.
Il est très souvent en association avec d'autres minéraux : chalcantite, blödite, natrochalcite, atacamite, antlérite, brochantite...

## Gisements
- Angleterre

Wheal Hazard, St. Just, Cornouailles
- Argentine
- Autriche

dans les schlagues des mines de Walchen, Styrie
- Australie

Mine de Broken Hill, Nouvelle-Galles du Sud
- Chili

El Cobre de Mejillones et district Incahuasi, Atacama
cristaux larges et abondants, mine de Chuquicamata, aussi à Quetena, à l'ouest de Calama, ainsi qu'à Collahuasi, Antofagasta

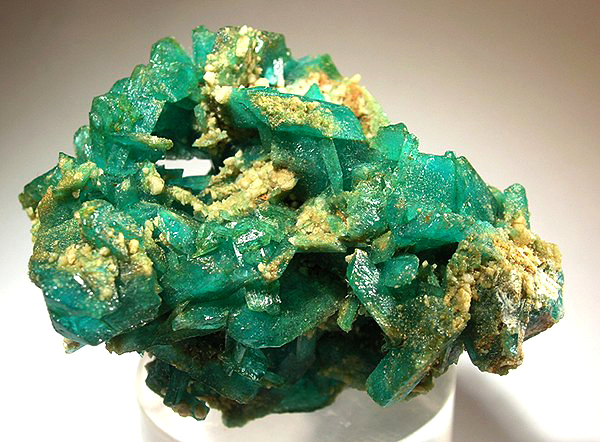
Pièce de collection, Kröhnkite à cristaux centimétriques verts, Mine de Chuquicamata, 6 cm x 4.3 cm x 3 cm

- États-Unis

Californie
Virginie
- Grèce
- Hongrie

dépôt de cuivre de Recsk, monts Matra
- Italie

Capo Calamita ou cap calamite, île d'Elbe
- Roumanie

## Usage
C'est un minéral de collection. Avec environ 18 % en teneur massique d'élément cuivre, c'est aussi un minerai de cuivre.